# Jens Yde
Jens Mathias Yde (født 3. april 1906 i Thisted, død 23. november 1976 i København) var en dansk etnograf og museumsinspektør.
Blev i 1940 museumsinspektør ved Nationalmuseet. Foretog etnografiske ekspeditioner til Britisk Guyana (1954-1955) og Brasilien (1958-1959).

## Forfatterskab
- "Den peruanske Indianer Poma de Ayala's Manuskript paa Det kongelige Bibliotek" (Geografisk Tidsskrift, Bind 37; 1934)
- "Foreløbig Beretning om Nationalmuseets og Tulane Universitetets Ekspedition til Mellemamerika 1935" (Geografisk Tidsskrift, Bind 38; 1935) Arkiveret 13. april 2015 hos  Wayback Machine